# FC Callatis Mangalia
FC Callatis Mangalia was een Roemeense voetbalclub uit Mangalia.
De club werd in 1963 opgericht en speelde enkele seizoenen in de Liga 2. In 2011 promoveerde de club voor het laatst. Vlak voor aanvang van het seizoen 2012/13 trok de club zich om financiële redenen terug uit de Liga 2 en hield in 2015 op te bestaan.

## Erelijst
- Liga III: 1983–84, 1987–88, 1989–90, 1998–99, 2010–11

## Bekende (oud-)spelers
- Cristian Săpunaru
- Ilie Bărbulescu